# التمرد السلفي الجهادي في قطاع غزة
إن التمرد السلفي الجهادي في قطاع غزة هو صراع منخفض المستوى شمل في المقام الأول حماس ومختلف الجماعات الجهادية السلفية المسلحة في غزة والتي تسعى إلى تحدي حكمها للإقليم.
بدأ الجهاديون السلفيون في غزة نشاطهم لأول مرة في أوائل العقد الأول من القرن الحادي والعشرين. تصاعدت أعمال التمرد لأول مرة في أواخر العقد الأول من القرن الحادي والعشرين وأوائل العقد الثاني من القرن الحادي والعشرين مع أحداث مثل معركة رفح عام 2009 واختطاف فيتوريو أريجوني وقتله عام 2011. وتم توقيع هدنة بين الجانبين في عام 2013. ومع ذلك، فإن صعود تنظيم الدولة الإسلامية (داعش) في منتصف العقد الثاني من القرن الحادي والعشرين شجع الجهاديين السلفيين في غزة، مما أدى إلى استئناف الاشتباكات المباشرة بين حماس والقوات التابعة لتنظيم الدولة الإسلامية في عام 2015. خلال حرب غزة (2023 حتى الآن)، برزت قوات المقاومة الشعبية المدعومة من إسرائيل، والتي يُزعم أنها مرتبطة بتنظيم الدولة الإسلامية، باعتبارها المعارضة المحلية الرائدة لحماس.
وعادة ما تنخرط الجماعات الجهادية السلفية العاملة في قطاع غزة في اشتباكات مسلحة مع قوات حماس وتهاجم أهدافا مدنية مختلفة، فضلا عن شن هجمات ضد إسرائيل. إن الصراع متجذر في الاختلافات الأيديولوجية، حيث تعارض الجماعات الجهادية السلفية القومية الفلسطينية لحماس لصالح الجهادية العابرة للحدود الوطنية والتطبيق الكامل للشريعة الإسلامية. وقد تحالفت العديد من هذه المجموعات مع تنظيم القاعدة و/أو تنظيم الدولة الإسلامية، وكلاهما يقع ضمن فئة الجهادية السلفية. تاريخيا، امتنعت جماعة جهادية سلفية واحدة فقط، وهي جيش الأمة، عن المشاركة في القتال ضد حماس.

## خلفية
دخلت السلفية إلى قطاع غزة لأول مرة في سبعينيات القرن العشرين على يد طلاب فلسطينيين عادوا من الدراسة في الخارج في المدارس الدينية في السعودية. كان يُنظر إلى الحركة المبكرة على أنها تساعد الجهود السعودية لنشر الوهابية (التي يُنظر إليها غالبًا على أنها مجموعة فرعية من السلفية) ومواجهة الإسلام الشيعي الإيراني بقيادة روح الله الخميني. وبحسب الصحفي جاريد ماسلين، فإن عدداً من الجماعات السلفية في قطاع غزة لا تزال تتلقى الدعم والتمويل من الحكومة السعودية حتى اليوم.
كان أول تنظيم سلفي موثق في قطاع غزة هو "دار القرآن والسنة "، التي أنشأها الشيخ ياسين الأسطل عام 1975، وكانت غير عنيفة وركزت على الوعظ والتعليم. خلال هذه الفترة، ابتعد السلفيون الغزيون عن السياسة الفلسطينية والنضال ضد إسرائيل. وكان العديد من الفلسطينيين لا يثقون بهم، ونتيجة لذلك كانوا في بعض الأحيان مهمشين ومعزولين.
بدأ دمج الأيديولوجية الجهادية في السلفية الغزية في العقد الأول من القرن الحادي والعشرين، ويبدو أنه ارتبط بعمليات تطرف مماثلة في سيناء؛ وتعود التقارير الأولى عن "السلفيين العنيفين" إلى هذه الفترة أيضًا.

## البدايات والانتشار (2001-2005)

### 2001
وفقًا لما ذكره أحد المتشددين السلفيين الجهاديين في غزة والذي أجريت معه مقابلة في عام 2010، فإن أول هجوم على الإطلاق في قطاع غزة نفذه الجهاديون السلفيون كان في عام 2001، من قبل جماعة تسمى جند الله (لا ينبغي الخلط بينها وبين جند أنصار الله، التي تأسست في عام 2008).

### 2002
وفي ديسمبر/كانون الأول، قال رئيس الوزراء الإسرائيلي أرييل شارون إن إسرائيل تعتقد أن تنظيم القاعدة أنشأ وجوداً له في قطاع غزة. وقد نفت السلطة الفلسطينية المستقلة، التي كانت تحكم غزة في ذلك الوقت، هذا الادعاء بشدة.

### 2003
في شهر أكتوبر، تم تفجير قافلة دبلوماسية أمريكية في غزة؛ واتهم الجهاديون السلفيون بأنهم الجناة.

### 2005
وقد تأسست عدد من الجماعات الجهادية السلفية في قطاع غزة، خلال الأشهر التي سبقت الانسحاب الإسرائيلي من القطاع في شهري أغسطس/آب وسبتمبر/أيلول.
في أكتوبر، أسس ممتاز دغمش من عشيرة دغمش، وهي عائلة إجرامية من غزة، جيش الإسلام.

## التصعيد (2006–2013)

### 2006
وكان فوز حماس في الانتخابات التشريعية الفلسطينية عام 2006، التي عقدت في يناير/كانون الثاني، نقطة تحول في مواقف العديد من الجهاديين السلفيين تجاه الجماعة. وقد اعتبرت الانتخابات الديمقراطية التي أجرتها السلطة الفلسطينية غير متوافقة مع النظام السياسي الذي يقره الشريعة الإسلامية، وبدأ الجهاديون السلفيون في معارضة مشاركة حماس. تأسست حركتا سيوف الحق وجلجلت رداً على مشاركة حماس في الانتخابات. في ذلك العام، بدأ سيوف الحق حملة هجمات ضد مقاهي الإنترنت المحلية، ومتاجر الموسيقى، والمرافق الإعلامية، والمدنيين، كما هدد بتفجير الكنائس المسيحية المحلية ردًا في الدنمارك على نشر الرسوم الكاريكاتورية المسيئة للنبي محمد في صحيفة يولاندس بوستن.
كانت هناك عمومًا فترة من "الاضطرابات التي أعقبت الانتخابات"، حيث قامت جماعة جند الله، وسيوف الحق، وعدد من الجماعات الجهادية السلفية النشطة في ذلك الوقت بشن هجمات في غزة.
لكن جيش الإسلام كان لا يزال على علاقة جيدة مع حماس. شاركت المجموعة في عملية الوهم المتبدد في 25 يونيو إلى جانب حماس وحليفتها لجان المقاومة الشعبية، وأسرت جندي جيش الدفاع الإسرائيلي جلعاد شاليط. ويبدو أن حماس تعاونت مع جيش الإسلام من أجل تقديم العملية باعتبارها "مشروعاً وطنياً".
في 14 أغسطس، اختطفت جماعة جيش الإسلام صحفيين اثنين من قناة فوكس نيوز، وتم إطلاق سراحهما لاحقًا في 27 أغسطس. رداً على عملية الاختطاف، أعلنت حماس أنها "تلقت تأكيدات بأن أفعالاً مماثلة لن تتكرر".
في 16 سبتمبر/أيلول، قامت مجموعة تطلق على نفسها اسم "أسود التوحيد" بإلقاء قنابل حارقة على خمس كنائس مسيحية رداً على الجدل الدائر حول تعليقات البابا بنديكتوس السادس عشر حول الإسلام. وفي حين وقعت إحدى الهجمات على الكنائس في قطاع غزة، وقعت الهجمات الأربع الأخرى في نابلس بالضفة الغربية. وأدان زعيم حماس إسماعيل هنية، الذي أصبح رئيسًا لوزراء السلطة الفلسطينية بسبب فوزه السابق في الانتخابات، الهجمات. وفي سبتمبر/أيلول أيضاً، ووفقاً لحماس، قامت جماعة جيش الإسلام باغتيال جاد تايه، وهو عميد سابق في السلطة الفلسطينية ومسؤول في جهاز المخابرات العامة.
وفي أواخر شهر نوفمبر/تشرين الثاني، شنت جماعة سيوف الحق سلسلة من الهجمات ضد مقاهي الإنترنت ومحلات بيع الأسطوانات.

### 2007
وفي شهر مارس/آذار، اختطفت جماعة جيش الإسلام الصحافي آلان جونستون من هيئة الإذاعة البريطانية (بي بي سي)، وأعلنت أنها ستفرج عنه مقابل إطلاق سراح رجل دين من تنظيم القاعدة مسجون في المملكة المتحدة. وبحسب أحد رجال الدين في حماس فإن هذا الإجراء دفع حماس إلى قطع علاقاتها نهائياً مع جيش الإسلام.
في شهر مايو/أيار، اشتبه في أن جماعة معادية للمسيحية بشكل خاص تدعى "الجهادية السلفية" هاجمت مدرسة تابعة للأونروا بعد أن استضافت حدثًا رياضيًا مشتركًا. أدى الهجوم إلى مقتل شخص واحد.
وفي أعقاب معركة غزة في يونيو/حزيران، والتي شهدت سيطرة حماس على قطاع غزة، تقلصت حرية المناورة أمام الجهاديين السلفيين. وبعد ذلك، انقلبت إدارة حماس الجديدة على جيش الإسلام وأصدرت إنذاراً نهائياً لإطلاق سراح جونستون. وعندما تم تجاهل هذا الأمر، اعتقلت حماس أحد قادة جيش الإسلام، خطاب المقدسي، الذي ورد أنه نظم عملية الاختطاف وكان مقرباً من ممتاز دغمش. رد جيش الإسلام بخطف عدد من الطلبة من الجامعة الإسلامية بغزة. وبعد ذلك اعتقلت القوة التنفيذية التابعة لحماس 15 عضوًا من عائلة دغمش وحاصرت منزل ممتاز دغمش في غزة (توضيح)، وبعد ذلك تم تأمين إطلاق سراح جونستون.
في السادس من أكتوبر/تشرين الأول، اختطف رامي عياد، وهو مسيحي من غزة يمتلك المكتبة المسيحية الوحيدة في قطاع غزة، وقُتل على يد جهاديين سلفيين كجزء من حملة أوسع لطرد المسيحيين من غزة. وأعلنت جماعة جيش المؤمنين، المعروفة أيضًا باسم "تنظيم القاعدة في فلسطين"، مسؤوليتها عن جريمة القتل.

### 2008
في شهر فبراير/شباط، هاجم جيش الإسلام مبنى جمعية الشبان المسيحية في غزة واختطف حراس الأمن التابعين لها مؤقتًا.
وفي شهر إبريل/نيسان، أعلنت جماعة مسعدة المجاهدين عن تأسيسها. وواصلت المجموعة زعمها بتنفيذ هجمات حرق متعمد مختلفة، ذات صحة مشكوك فيها، في إسرائيل وحتى الولايات المتحدة.
في 25 يوليو/تموز، وقعت ثلاثة تفجيرات في غزة، واحدة في مقهى فارغ، وواحدة في منزل رجل دين وعضو في المجلس التشريعي لحماس، وواحدة في تجمع لقادة كتائب القسام، مما تسبب في سقوط ضحايا. وقالت حماس إن الهجوم الذي استهدف تجمع كتائب القسام كان من تدبير حركة فتح، لكن الهجومين الآخرين كانا من تدبير جيش الإسلام. وبعد ذلك دخلت شرطة حماس حي الصبرة في مدينة غزة، الذي تسيطر عليه عشيرة دغمش، واشتبكت مع مسلحين من جيش الإسلام ومسلحين من عشيرة دغمش لمدة ساعات.
وفي سبتمبر/أيلول، أعادت قوات حماس دخول الصبرة وأنهت سيطرة قبيلة دغمش على الحي بالقوة.
وفي أكتوبر/تشرين الأول، اشتبك مسلحو جيش الإسلام مع مسلحي لجان المقاومة الشعبية بقيادة أحد أفراد عشيرة دغمش، زكريا دغمش.
في أواخر عام 2008، تأسست جماعة جند أنصار الله .

### 2009
في 27 يناير، نفذت جماعة تشكلت حديثًا تدعى جبهة التوحيد والجهاد في فلسطين أو ببساطة التوحيد والجهاد هجومًا بالقنابل أسفل سيارة جيب عسكرية إسرائيلية، مما أسفر عن مقتل جندي واحد.
في الثامن من يونيو/حزيران، شن مسلحو جند أنصار الله هجوماً درامياً ولكنه غير ناجح على ظهور الخيل ضد معبر كارني على الحدود بين غزة وإسرائيل، وقد قُتلوا جميعاً برصاص قوات جيش الدفاع الإسرائيلي. وردت حماس على الهجوم بـ"تحذير شديد" للمجموعة بضرورة الالتزام بوقف إطلاق النار الذي كان ساري المفعول آنذاك مع إسرائيل، ولكن يُزعم أن جند أنصار الله شرعت بعد ذلك في تنظيم موجة من الهجمات ضد الشركات المحلية.
وفي 21 يوليو/تموز، أسفر انفجار في حفل زفاف ابن شقيق محمد دحلان في خان يونس عن إصابة العشرات. هناك خلاف حول ما إذا كانت جماعة جند أنصار الله مسؤولة عن ذلك، ولكن على أية حال فإن شرطة حماس انتهت إلى مطاردة مسلحي جند أنصار الله ومحاصرة مجموعة منهم داخل أحد المباني. وانتهت المواجهة بعد يوم واحد، عقب مفاوضات توسط فيها رجال الدين المحليون.
وفي 11 أغسطس/آب، وزعت جماعة جند أنصار الله تعليمات للجهاديين السلفيين في غزة لحضور صلاة الجمعة في مسجد ابن تيمية في رفح، حيث كان من المقرر أن يلقي عبد اللطيف موسى خطبة بعنوان "النصيحة الذهبية لإسماعيل هنية". وفي يوم 14 أغسطس/آب، وبينما كان المسجد مملوءاً بالأسلحة والمسلحين، ألقى موسى خطبته التي أعلن خلالها تشكيل " إمارة رفح الإسلامية " وتطبيق الشريعة الإسلامية. وبعد مقتل أحد قادة كتائب القسام برصاص قناص من جند أنصار الله خارج المسجد اندلعت معركة استمرت يوما واحدا بين الجانبين في المنطقة. وقد أدى ذلك إلى انتصار حماس والقضاء عليها تقريبًا. وفي وقت لاحق من ذلك الشهر، نفذ جلجلت هجومين بالقنابل ضد مباني حكومة حماس رداً على الأحداث التي وقعت في رفح.
وفي سبتمبر/أيلول، كشفت جماعة جلجلت أنها حاولت اغتيال الرئيس الأميركي الأسبق جيمي كارتر ورئيس الوزراء البريطاني الأسبق توني بلير، إلا أن حماس أحبطت المؤامرة. خلال ذلك الشهر، نفذ جلجلت موجة من الهجمات على قوات حماس.
وفي أوائل شهر أكتوبر/تشرين الأول، ألقت حماس القبض على محمود طالب، زعيم جلجلت. وفي ذلك الشهر أيضًا، نفذت فلول جند أنصار الله هجومًا صاروخيًا على إسرائيل.
في شهر ديسمبر، هرب طالب من الحجز.

### 2010
في وقت ما في أوائل عام 2010، نفذ الجهاديون السلفيون ثلاثة تفجيرات استهدفت سيارات مسؤولين من حماس.
وفي فبراير/شباط، زعم أن مسلحي جيش الإسلام قصفوا قافلة من مركبات الصليب الأحمر. لكن ممتاز دوغموش نفى أنه أمر بالهجوم، وتم القبض على المسلحين الذين قيل إنهم مسؤولون عن ذلك.
وفي شهر مارس/آذار، نفذت فلول جند أنصار الله هجوماً صاروخياً على إسرائيل. وفي ذلك الشهر، استعادت حماس القبض على طالب، وأدت عودته إلى السجن إلى إضعاف القدرات العملياتية لجلجلات. وفي ذلك الشهر أيضًا، نفذت جماعة أنصار السنة هجومًا صاروخيًا أدى إلى مقتل عامل تايلاندي في إسرائيل.
ويبدو أن عناصر من الجهاد السلفي داخل حركة حماس نفذوا هجومين في عام 2010. في 23 مايو/أيار، تعرض مخيم صيفي تابع للأونروا للتخريب والحرق. المشتبه بهم الذين ألقت حماس القبض عليهم كانوا في الواقع من عناصر كتائب القسام، وربما كان لديهم توجه جهادي سلفي. ثم في 19 سبتمبر/أيلول، أحرق مسلحون يزعم أنهم من الجهاديين السلفيين منتزه كريزي ووتر بارك في غزة؛ ويعتقد على نطاق واسع أن مرتكبي الحادث كانوا أيضاً أعضاء في كتائب القسام.
وفي نوفمبر/تشرين الثاني، اغتالت إسرائيل اثنين من أعضاء جيش الإسلام عبر ضربات صاروخية. وبحسب جيش الدفاع الإسرائيلي فإن الضربات كانت تهدف إلى إحباط هجوم خطط له المسلحون في سيناء.
وفي 21 كانون الأول/ديسمبر، رد جيش الإسلام على الغارات الإسرائيلية، فأطلق صاروخا على زيكيم كاد أن يصيب روضة أطفال.

### 2011
صرحت السلطات المصرية أن تفجير الإسكندرية في يوم رأس السنة الميلادية في يناير 2011 نفذه تنظيم جيش الإسلام. نفى ممتاز دوغموش مسؤولية جماعته عن الهجوم، لكنه أشاد به على أية حال. وكان الهجوم الذي استهدف المسيحيين الأقباط هو أعنف أعمال العنف ضد المجتمع منذ عقد من الزمان، منذ مذبحة كوشيه في عام 2000 والتي أسفرت عن مقتل 20 قبطيًا. وفي اليوم التالي لهجوم الإسكندرية، أي في الثاني من يناير/كانون الثاني، استهدف جلجلت منزل مسؤول في جهاز الأمن الداخلي التابع لحماس بسيارة مفخخة.
وفي فبراير/شباط، تعرض جراح مسيحي من غزة لهجوم من قبل الجهاديين السلفيين، بحسب حماس.
وفي شهر آذار/مارس، اعتقلت حماس زعيم التوحيد والجهاد هشام سعيدني (المعروف أيضاً باسم أبو الوليد المقدسي).
في 14 أبريل، نفذت جماعة التوحيد والجهاد عملية اختطاف فيتوريو أريغوني، وهو ناشط مؤيد للفلسطينيين من إيطاليا وكان يعيش في غزة. وقالت جماعة التوحيد والجهاد إنه إذا لم تطلق حماس سراح السعيداني فإنها ستعدم أريغوني. ومع ذلك، تم العثور على أريجوني ميتًا قبل الموعد النهائي بكثير؛ حيث اقتحمت حماس المنزل الذي كان محتجزًا فيه وقاتلت الخاطفين بنجاح، لكنها وجدته مشنوقًا. في 19 أبريل/نيسان، اشتبكت شرطة حماس مع مسلحين من حركة التوحيد والجهاد أثناء مداهمة منزل استهدفت المشتبه بهم في جريمة قتل أريغوني. وفي نهاية المطاف، قُتل اثنان من المسلحين وأُلقي القبض على واحد. وبعد ذلك قامت حماس باعتقال عدد من الجهاديين السلفيين في مختلف أنحاء غزة.

### 2012
وبحلول عام 2012، أنشأ السعيدني جماعة شاملة، هي مجلس شورى المجاهدين في محيط القدس، والتي ضمت جماعة التوحيد والجهاد، وجماعة أنصار السنة، والعديد من الجماعات الجهادية السلفية الأخرى. في 18 يونيو/حزيران، شنت حركة المقاومة الإسلامية (حماس) هجوماً عبر الحدود أسفر عن مقتل مدني إسرائيلي واحد.
في 26 أغسطس، أطلقت MSC ثلاثة صواريخ على سديروت.
في 13 أكتوبر، قُتل سعيداني في غارة جوية إسرائيلية، في أعقاب هجوم صاروخي شنته حركة المقاومة الإسلامية (حماس) على إسرائيل في اليوم السابق.

## فترة الهدنة والتوترات المستمرة (2013-2014)

### 2013
وفي شهر مايو/أيار، زار يوسف القرضاوي قطاع غزة للمساعدة في التوسط في عملية المصالحة بين حماس والجهاديين السلفيين.
في الرابع من سبتمبر، نشرت وسائل الإعلام المرتبطة بمجلس شورى المجاهدين مقطع فيديو يظهر مسيرة حديثة في رفح قام بها متظاهرون جهاديون سلفيون كانوا يهتفون ضد الشيعة واليهود.
وفي نوفمبر/تشرين الثاني، أفادت التقارير أن حماس والجهاديين السلفيين توصلوا إلى اتفاق نهائي. وبموجب الاتفاق، سيُسمح للجهاديين السلفيين بالمشاركة في الأنشطة السياسية والعسكرية والدعوية الاجتماعية؛ وستتوقف حماس عن اضطهادها؛ وسيتم تشكيل لجنة مشتركة بين حماس والسلفيين؛ ووافق الجهاديون السلفيون على الالتزام بوقف إطلاق النار مع إسرائيل بعد حرب غزة عام 2012. وقد امتنع الجانبان عمداً عن تناول قضية التطبيق الكامل للشريعة الإسلامية. اعتبرت حماس الاتفاق نجاحًا أظهر قدرتها على ضمان الهدوء الداخلي والحفاظ على السيطرة على غزة.

### 2014
في 2 فبراير، أعلنت حركة الشباب المجاهدين الولاء لتنظيم الدولة الإسلامية.
وذكر مركز مائير عميت لمعلومات الاستخبارات والإرهاب أنه وثق عدة حوادث لنشاط الجهاد السلفي في غزة خلال عام 2014. وفي 12 فبراير/شباط، أعلنت "عناصر جهادية سلفية" في غزة ولاءها لتنظيم الدولة الإسلامية. ثم في 12 يونيو/حزيران، رداً على الهجوم الناجح الذي شنه تنظيم الدولة الإسلامية في شمال العراق في يونيو/حزيران 2014، نظم الجهاديون السلفيون مظاهرة مؤيدة لتنظيم الدولة الإسلامية في رفح، وقد فرقتها شرطة حماس. في الثامن من يوليو/تموز ـ اليوم الأول من حرب غزة عام 2014 ـ نشر الجهاديون السلفيون لقطات لأنفسهم وهم يطلقون الصواريخ على إسرائيل.
وكان أول هجوم مستوحى من تنظيم الدولة الإسلامية داخل غزة من قبل الجهاديين السلفيين هو تفجير المركز الثقافي الفرنسي في مدينة غزة في شهر أكتوبر/تشرين الأول الماضي.
في 3 ديسمبر/كانون الأول، نشرت جماعات تابعة لتنظيم الدولة الإسلامية في غزة، تحت اسم " ولاية غزة"، بيانًا يهدد بقتل 18 شاعرًا وكاتبًا من غزة بتهمة الإساءة إلى الإسلام. وتعرض المركز الثقافي الفرنسي لقصف آخر في 11 ديسمبر/كانون الأول، وأعلنت فلول جند أنصار الله مسؤوليتها عن الهجوم.

## استئناف القتال مع حماس (2015-2021)

### 2015
بحلول عام 2015، لم يقبل الخليفة أبو بكر البغدادي زعيم تنظيم الدولة الإسلامية، بيعة أي من الجهاديين السلفيين في غزة بسبب الانقسامات التي كانت موجودة داخل الحركة، وفقًا لأبو الوليد، "المتعاطف البارز مع تنظيم الدولة الإسلامية في غزة". وقد تم الاستشهاد بهذا باعتباره السبب الرئيسي وراء هجرة العديد من الشباب السلفي الجهادي في غزة إلى ولاية سيناء في مصر، حيث قد تتاح لهم في سيناء فرصة أفضل لإنشاء أراضيهم الخاصة.
نظم متظاهرون سلفيون جهاديون مظاهرة مؤيدة لتنظيم الدولة الإسلامية خارج المركز الثقافي الفرنسي في مدينة غزة في يناير/كانون الثاني، بعد 12 يوما من الهجوم على مجلة شارلي إيبدو في باريس. وردت حماس بحملة اعتقالات متجددة للجهاديين السلفيين.
وفي 6 نيسان/أبريل، اعتقلت أجهزة الأمن التابعة لحماس الشيخ عدنان ميت، وهو ناشط سلفي جهادي بارز، وأعقب ذلك اعتقالات أخرى لنشطاء سلفيين جهاديين. ونتيجة لذلك، تجددت الصراعات المسلحة بين السلفيين الجهاديين وحماس. وفي 17 نيسان/أبريل، وقع انفجار في دوار غرب مدينة غزة، وفي 18 نيسان/أبريل، استهدفت هجمتان بالقنابل مقر الأونروا ومكتب النائب العام للأونروا. وقال أبو العيناء الأنصاري، وهو مسؤول في الجهاد السلفي، إن حركته لم تنفذ هذه التفجيرات، وألمح إلى أنها جزء من عمل داخلي تقوم به حماس.
وفي الأول من مايو/أيار، هاجمت قوات حماس الجهاديين السلفيين الذين كانوا يغادرون صلاة الجمعة في مسجد المتحابين في شرق دير البلح؛ وفي الثالث من مايو/أيار، قامت حماس بهدم المسجد. وفي اليوم التالي نفذ الجهاديون السلفيون هجمات بالقنابل على مكتب أمني ومدرسة في مدينة غزة. وفي شهر مايو/أيار أيضاً، قامت جماعة جديدة تطلق على نفسها اسم جماعة أنصار الدولة الإسلامية في بيت المقدس باغتيال صابر صيام، أحد قادة حماس، في تفجير سيارة مفخخة، وأطلقت قذائف الهاون على مقر كتائب القسام في خان يونس. ووصفت صحيفة نيويورك تايمز، في تقريرها عن الهجمات التي وقعت في شهر مايو/أيار، تنظيم الدولة الإسلامية بأنه نجح في "تنشيط" الجهاديين السلفيين في غزة.
في الثاني من يونيو/حزيران، داهمت حماس منزل يونس هونر، زعيم جماعة جديدة تابعة لتنظيم الدولة الإسلامية في غزة، وهي كتيبة الشيخ عمر حديد. تم إطلاق النار على هونار وقتله أثناء مقاومته للاعتقال. في 30 يونيو/حزيران، نشرت وسائل إعلام تنظيم الدولة الإسلامية في حلب سوريا مقطع فيديو يندد بحماس ويهدد بالإطاحة بها. وفي الأسابيع التي تلت ذلك، اعتقلت حماس مئات من الجهاديين السلفيين في غزة.
وفي شهر يوليو/تموز، فجر الجهاديون السلفيون مركبات تابعة لحماس وحليفتها حركة الجهاد الإسلامي في فلسطين، وهو ما أعقبه المزيد من الاعتقالات.
شنت كتائب الشيخ عمر حديد أربع هجمات ضد إسرائيل في شهر سبتمبر.

### 2016
في الأول من يوليو/تموز، أطلقت جماعة أكناف بيت المقدس التابعة لتنظيم الدولة الإسلامية صاروخًا على إسرائيل ألحق أضرارًا بالغة بمدرسة أطفال فارغة في سديروت.
في 21 أغسطس، أطلقت كتائب بيت المقدس صاروخًا آخر أصاب مدينة سديروت.
وفي شهر ديسمبر/كانون الأول، اشتبكت قوات حماس مع الجهاديين السلفيين في غزة أثناء غارة شنتها الأولى.

### 2017
وقيل إن الهجمات الصاروخية على إسرائيل يومي 6 و27 فبراير/شباط كانت من عمل الجهاديين السلفيين الذين أرادوا استفزاز إسرائيل ودفعها إلى الانتقام من حماس.
شارك جهاديون سلفيون من غزة في هجوم لتنظيم الدولة الإسلامية على نقطة تفتيش أمنية مصرية بالقرب من الحدود بين غزة ومصر، في 7 يوليو/تموز.
وفي 17 أغسطس/آب، قُتل أحد حرس الحدود التابعين لحماس في هجوم انتحاري نفذه جهادي سلفي لأول مرة على الحدود بين غزة ومصر. وكان المهاجم، الذي يزعم أنه ينتمي إلى تنظيم الدولة الإسلامية، يحاول دخول مصر لكنه انتهى به الأمر إلى الاشتباك مع حراس حماس الذين حاولوا اعتقاله.
وفي أكتوبر/تشرين الأول، زُعم أن الجهاديين السلفيين استهدفوا رئيس جهاز الأمن في حماس توفيق أبو نعيم في تفجير سيارة مفخخة؛ إلا أنه نجا من الهجوم.

### 2018
في 3 يناير/كانون الثاني، نشرت ولاية سيناء مقطع فيديو دعائيًا يصور إعدام رجل زعموا أنه قام بتهريب أسلحة إلى حماس من مصر. وكان على رأس منفذي عملية الإعدام حمزة الزاملي، وهو جهادي سلفي من غزة، والذي حث في الفيديو أنصار تنظيم الدولة الإسلامية على مهاجمة أهداف حماس والمسيحيين الفلسطينيين والشيعة الفلسطينيين. وقد نفذ عملية الإعدام في الفيديو مواطن آخر من غزة، وهو العضو السابق في كتائب القسام محمد الدجاني. وتشير اللغة المستخدمة في الفيديو أيضًا إلى أن داعش تعتبر حماس عدوًا يعادل فتح وإسرائيل.
في أغسطس/آب 2018، نفذ جيش الإسلام هجمات بقذائف الهاون ضد إسرائيل ردًا على مقتل أحد سكان غزة في غارة جوية لجيش الدفاع الإسرائيلي.

### 2019
في يوم 10 أغسطس/آب، حاول أربعة مسلحين، والذين وفقاً لمصادر فلسطينية كانوا من الجهاديين السلفيين وأعضاء سابقين في حركة حماس، التسلل إلى إسرائيل، لكن قوات الدفاع الإسرائيلية أطلقت النار عليهم وقتلتهم. في 27 أغسطس/آب، نفذ جهاديون سلفيون مرتبطون بتنظيم الدولة الإسلامية تفجيرين انتحاريين أسفرا عن مقتل ثلاثة من ضباط شرطة غزة.
في 3 أكتوبر/تشرين الأول، ذكرت صحيفة الأخبار لبنان المؤيدة حزب الله أن حماس اعتقلت في الأشهر الأخيرة أربع خلايا جهادية سلفية في غزة كانت تخطط لشن هجمات على قوات حماس وكبار المسؤولين.

### 2021
في 5 أغسطس/آب، قصف الجهاديون السلفيون منتجعًا ساحليًا في بيت لاهيا بعد أن استضاف، على ما يبدو، حفلًا موسيقيًا مختلطًا بين الجنسين.

## حرب غزة (2023-حتى الآن)

### 2023
في 19 أكتوبر/تشرين الأول، أصدر تنظيم الدولة الإسلامية بياناً في صحيفة النبأ أدان فيه حماس لقتالها "تحت راية المحور الإيراني " ودعا المسلحين في قطاع غزة إلى تبني أيديولوجية تنظيم الدولة الإسلامية أولاً قبل قتال إسرائيل.
في 21 ديسمبر/كانون الأول، توقع أيمن جواد التميمي، الكاتب في منتدى الشرق الأوسط، أنه حتى لو نجحت إسرائيل في تفكيك سيطرة حماس على غزة في غزوها، فإن الجماعات الجهادية السلفية في غزة ستظل "هامشية".

### 2024
في 16 نوفمبر/تشرين الثاني 2024، قامت عصابات مسلحة مدعومة من إسرائيل، مثل قوات الشعب التابعة لياسر أبو شباب، والتي يُزعم أنها مرتبطة بتنظيم الدولة الإسلامية، بمداهمة قافلة مكونة من 109 شاحنات مساعدات الأمم المتحدة، ونهبت 98 منها. وقعت الغارة بالقرب من منشآت عسكرية إسرائيلية عند معبر كرم أبو سالم الحدودي في قطاع غزة. وقد ألقى الجناة، الذين ربما كانوا يتمتعون "بحماية" من جيش الدفاع الإسرائيلي، قنابل يدوية واحتجزوا سائقي الشاحنات تحت تهديد السلاح، مما أجبرهم على تفريغ مساعداتهم. وقد أدى هذا الحادث إلى تفاقم الأزمة الإنسانية في غزة الناجمة عن الحرب. ووصفت الأونروا هذه الحادثة بأنها "واحدة من أسوأ" الحوادث من نوعها.
وفي 18 نوفمبر/تشرين الثاني، أعلنت وحدة أمنية تابعة لحماس أنها نفذت "عملية عسكرية" ضد اللصوص في خان يونس ورفح، مما أسفر عن مقتل ما لا يقل عن 20 من الجناة. ولم يكن أبو شباب موجودًا في المنطقة في ذلك الوقت، لكن شقيقه قُتل.

### 2025
وفي يناير/كانون الثاني، أعدمت حماس أحد كبار مساعدي أبو الشباب.
وفي مايو/أيار 2025، أفادت التقارير أن القوات الشعبية تقوم بتأمين قوافل المساعدات، بما في ذلك مركبات الأمم المتحدة والصليب الأحمر. واتهمت حماس أبو الشباب بالتعاون مع إسرائيل، زاعمة أن مجموعته تعمل خلف سواتر ترابية لتأمين طرق دخول المساعدات الإنسانية بموجب مبادرة مساعدات إنسانية أميركية. وبحسب التقارير فإن قواته كانت ترافق القوافل من معبر كرم أبو سالم، مسلحة ببنادق من أيه كيه-47 يزعم أن جيش الدفاع الإسرائيلي قدمها لها. في 30 مايو/أيار، نشرت حماس مقطع فيديو زعمت أنه يظهر أعضاءها وهم يستهدفون جنودًا سريين من جيش الدفاع الإسرائيلي بعبوة ناسفة. وبحسب بعض التقارير الإعلامية الفلسطينية فإن هؤلاء الرجال ينتمون إلى القوات الشعبية.
وفي 5 حزيران/يونيو، كشفت إسرائيل عن دعمها للقوات الشعبية. وزعم النائب الإسرائيلي المعارض أفيجدور ليبرمان أن القوات الشعبية تابعة لتنظيم الدولة الإسلامية. وفي مقطع فيديو نشرته الميليشيا، ادعى أبو الشباب أن مجموعته سيطرت على شرق رفح بعد طرد قوات حماس، وأنها حصلت على دعم السلطة الفلسطينية.